# Vyšné Temnosmrečinské pleso
Vyšné Temnosmrečinské pleso (deutsch Oberer Smrečiner See oder Oberer Fichtensee, ungarisch Felső-Fenyves-tó oder Felső-Szmrecsin-tó, polnisch Wyżni Ciemnosmreczyński Staw) ist ein Bergsee auf der slowakischen Seite der Hohen Tatra, nahe der polnisch-slowakischen Grenze.
Er befindet sich im Tal Temnosmrečinská dolina (deutsch Fichtental) im Talsystem der Kôprová dolina und seine Höhe beträgt 1725 m n.m. Seine Fläche liegt bei 55.625 m², er misst 408 × 195 m und ist bis zu 20 m tief. Der See ist die Quelle des Bachs Temnosmrečinský potok.

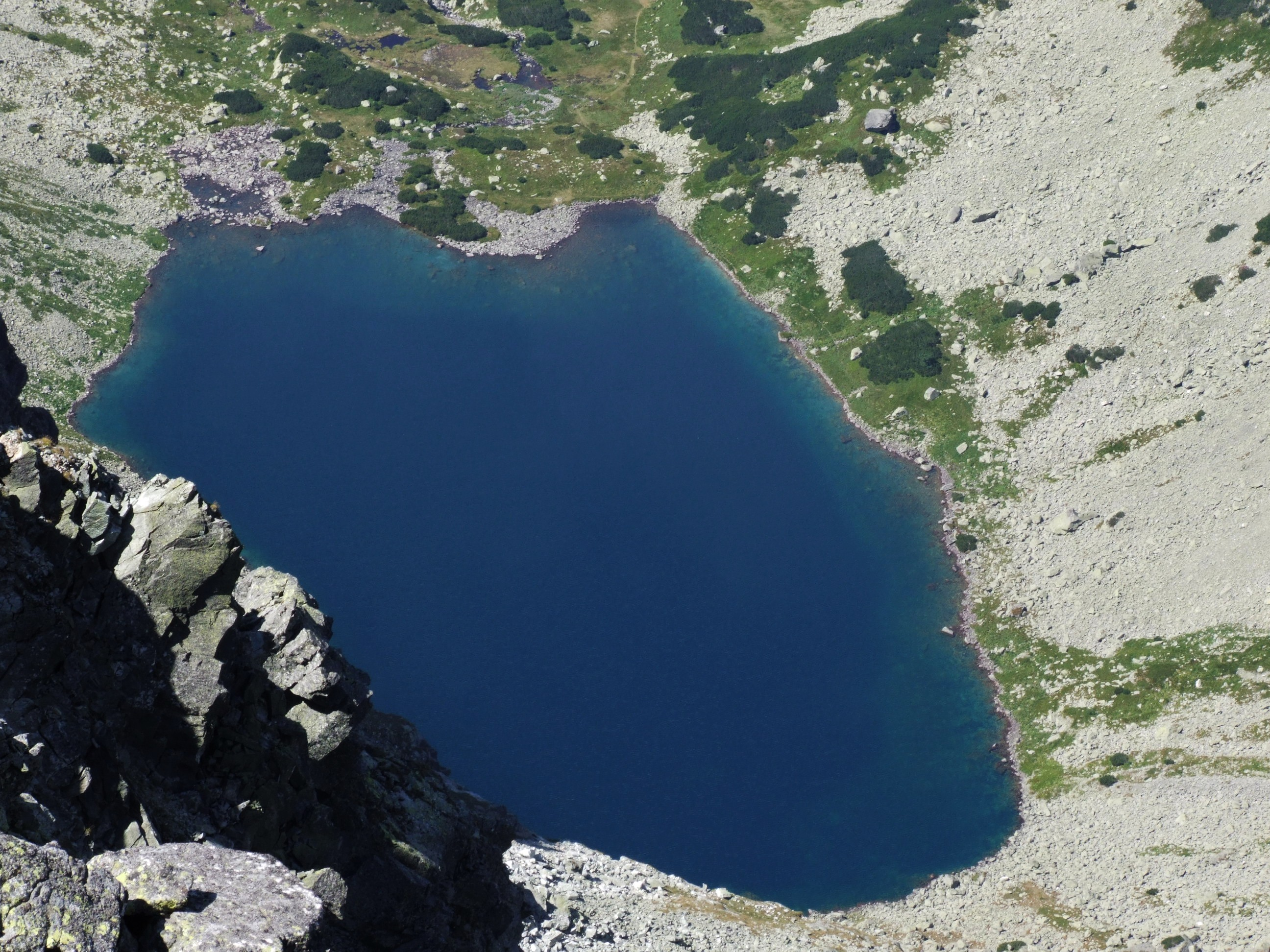
Der See vom Berg Kôprovský štít aus gesehen

Der See übernahm den Talnamen, der wiederum nach einem alten Fichtenwald, der wegen seiner Dichte und Höhe „dunkel“ (slowakisch temný) wirkt, benannt worden ist. Das Adjektiv vyšné (Ober-, slow. n.) dient zur Unterscheidung vom tiefergelegenen und größeren See Nižné Temnosmrečinské pleso. In der klassischen polnischen Literatur (z. B. Stanisław Staszic, 1815) erscheint der Name Czarny Staw pod Liptowskimi Murami, nach der dunklen Färbung und Lage unterhalb des Bergmassivs Liptovské múry. Ähnlich wie beim See Nižné Temnosmrečinské pleso waren im Slowakischen mehrere Schreibvarianten vorzufinden, dazu gehören Vyšné Smrečinské pleso, Horné Temnosmrečinské pleso, Malé Temnosmrečinovské pleso oder schlicht Vyšné pleso oder Vyššie pleso. Im Jahrbuch 1876 des Ungarischen Karpathenvereins sind die Namen Gefrorner See (deutsch) und Megfagyott-tó (ungarisch) zu finden.
Im Gegensatz zum See Nižné Temnosmrečinské pleso ist dieser See offiziell nicht zugänglich, dies gilt sowohl vom Tal als auch vom Grenzsattel Chałubińského brána heraus.